# Хёутияйнен
Хё́утияйнен (Хейтияйнен, Хёютияйнен; фин. Höytiäinen) — 15-е по площади озеро в Финляндии.

## География
Хёутияйнен находится в области Северная Карелия на территории трёх общин — Юука, Контиолахти и Полвиярви. Площадь водной поверхности — 283 км². Средняя глубина озера 10,7 м, максимальная глубина — 59 м. Из озера вытекает канал Хёютияйнен. Высота над уровнем моря — 86,7—87,5 м.

## Спуск воды из озера Хёутияйнен и современный уровень воды
Контролируемый спуск воды из Хёутияйнена, происшедший в 1859 году, является самым значительным спуском воды озера в истории Финляндии. Целью этого мероприятия было освоение новых пахотных земель. В результате спуска уровень воды в озере упал за две недели на 7,5 м, а позже понизился ещё на два метра. После этого площадь зеркала сократилась на треть, а объём воды уменьшился почти в два раза. Вода была отведена в расположенное ниже озеро Пюхяселькя через искусственный канал, получивший название Хёютиянен. Таким образом, озеро Хёутияйнен получило сообщение с Сайменской системой. С 1958 года уровень воды в озере регулируется плотиной малой ГЭС в Пунтарикоски. Постоянный контроль уровня воды осуществляется с 1913 года. В 1992 году пункт наблюдения был перенесён в Сорпанниеми.

## Острова
Многие из островов озера Хёутияйнен образовались в 1859 году в результате спуска воды. В районе есть скалистые острова, протяжённые острова с каменистыми грядами и острова, поросшие лиственными деревьями. Для Хёутияйнена типичны так называемые «свиные спинки» — скальные выступы, гладкие с северо-восточной стороны и покрытые неровными каменистыми выступами с юго-западной. В районе Хухмари расположены песчаные отмели и острова Хаапалуото, Ханхилуото и Лейпялуото. Самый большой остров на озере Хёутияйнен — Теэрисаари (641 га) — находится в его северной части. Там постоянно проживают люди. Другие крупные острова — Руопансаари (254 га), Йоухтенинен (173 га) и Кинтайнен (130 га).

## Природа и растительность
Природа озера Хёутияйнен неоднородна. На северных берегах озера располагаются ровные поля, а на южных и восточных — редкие боры. На песках и суглинке после спуска воды образовались поля, на которых сегодня растут разнообразные травы и ивовые, ольховые и березовые пролески. На юге Хёутияйнен граничит с горной грядой Яаманкангас. На южных берегах растут сосны, ёлки и берёзы. В восточной части озера образовались самые большие песчаные отмели (фин. venejoen lentohietikko). Растительность островов можно охарактеризовать как скудную. Благодаря спуску воды, территория разделилась на «старую» и «новую» землю, что делает острова Хёутияйнен уникальными. Леса старого острова сильно отличаются от солонцов, растительность которых ещё развивается. На старых островах (Йоухтенинен, Кинтайнен, Теэрисаари) растут сосны, брусника и вереск (лат. Calluna vulgaris), причём встречается его достаточно редкая белоцветковая разновидность. На солонцах, окружающих старые острова, растут низкорослые сосны. Особенностью являются ели, которые растут, среди всего прочего, на Йоухтенинене и Лайтасаари. Скалистые поверхности покрыты ягелем и другими лишайниками. Новыми являются преимущественно скалистые островки, например Юссинлуото, Пиолиматканкаллиот, Тарманлуодот и Сурмалуото. Растительность на этих скалистых островках скудная, типичные для них растения — сосна, брусника, водяника и ягель. Трав мало, но среди растительности часто встречаются багульник и осока. На новых островах, например на Метсялуото, располагаются пастбища. Для каменистых и песчаных берегов южных частей Хёутияйнена типична скудная растительность. В самых защищённых и мелких заливах и бухтах растут ирисы. Три северных залива (Кайанлахти, Руваслахти, Рауанлахти) очень мелкие, с мутной, богатой органикой водой.

## Животный мир
В озере имеются значительные рыбные ресурсы: водится судак, хариус, кумжа, озерный лосось, мелкий сиг, щука. Самые распространённые птицы в районе озера Хёутияйнен — чайки и крачки, поэтому в заливе Пуолиматканкаллиот запрещено причаливать к берегу во время гнездования этих птиц. Другие места для гнездования чаек — Тарманлуодот, Мустакаллио и Веряясаарет. Самое большое количество птиц в мелких, заросших растительностью заливах в северной части озера. К районам, богатых птицей, принадлежат также Руваслахти и Пухаканлахти в Полвиярви и Сисуслахти и Сатаманлахти в Контиолахти. Весной и осенью многие перелётные птицы останавливаются в районе озера Хёутияйнен. На лесистых островах встречаются лоси, лисы и зайцы. На покрытых растительностью берегах обитают ондатры, а в реках — бобры и выдры. Особенностью является белая куропатка, которая считается птицей-символом Северной Финляндии.

## Стоянки для судов

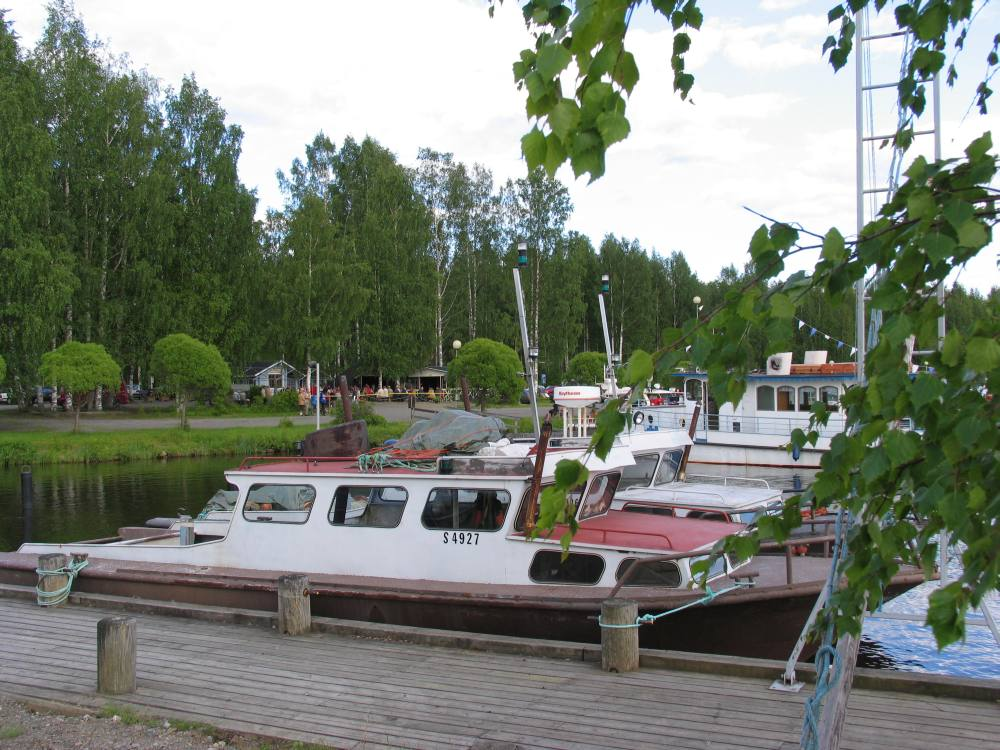
Пристань в Контиолахти

Стоянки для маломерных судов расположены по берегам озера и на островах в следующих местах: Контиолахти, Хухмари, Полвиярви (Театральный берег), Каллиониеми (1,4 м), Селькясалми, Куннаслахти, Хяйкянниеми в Пунтарикоски, Хернениеми, Таммалахти, Теэрисаари (1,6 м), Ааваранта, Мартонваара (1,3 м).

## Интересные факты
В XVII веке ходила легенда, что в водах Хёутияйнена обитает загадочное чудовище.